# Kristen Scott
Kristen Scott (San Diego, 13 marzo 1995) è un'attrice pornografica statunitense.

## Biografia e carriera pornografica
Nata in California a San Diego, da giovane aveva una passione per il canto e ha partecipato in diversi concorsi. Successivamente, ha lavorato alcuni mesi come camgirl per la piattaforma MyFreeCams. Ha debuttato nell'industria pornografica nel 2016 a 21 anni, dopo esser andata all'edizione degli AVN e aver incontrato il suo futuro agente grazie all'intermediazione della sua ragazza dell'epoca. Ha scelto il nome Kristen perché le è sempre piaciuto mentre Scott doveva esser qualcosa di comune, della classica ragazza della porta accanto e non di una star.
Ha girato oltre 540 scene e ne ha dirette 5, lavorando con le più importanti case di produzione quali Jules Jordan Video, Mofos, Brazzers, Evil Angel, Puree Taboo, Vixen, Blacked e molte altre. Nel 2018 ha ottenuto i primi riconoscimenti internazionali vincendo il premio come Best Supporting Actress sia agli AVN che agli XBIZ Awards per la scena Half His Age: A Teenage Tragedy.

## Riconoscimenti
- AVN Awards
  - 2018 – Best Supporting Actress per Half His Age: A Teenage Tragedy[8]
  - 2020 – Best Girl - Girl Sex Scene per Teenage Lesbian con Aidra Fox[9]
  - 2021 – Best All - Girl Group Sex Scene per Paranormal con Riley Reid e Emily Willis[10]
  - 2021 – Best Quarantine Sex Scene per Teenage Lesbian, One Year Later con Whitney Wright, Alina Lopez, Aidra Fox, Kenna James e Kendra Spade[11]

- XBIZ Awards
  - 2018 – Best Supporting Actress per Half His Age: A Teenage Tragedy[12]
  - 2020 – Best Actress - All Girl Movie per Teenage Lesbian[13]
  - 2020 – Best Actress – Erotic – Themed Movie per Greed, Love and Betrayal[14]